# Beschneidung (Numismatik)

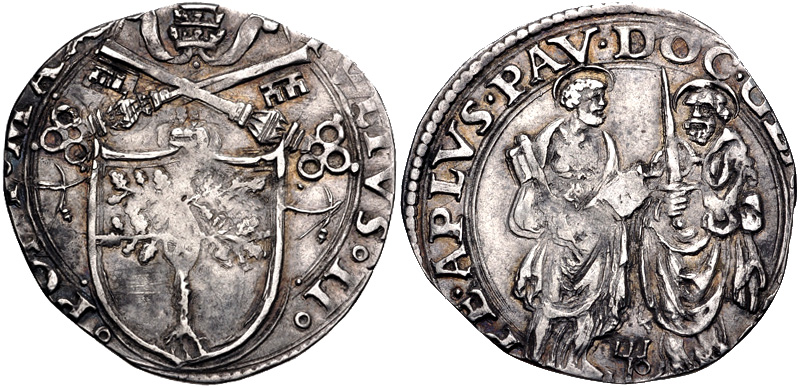
Beschnittener Giulio des Papstes Julius II.

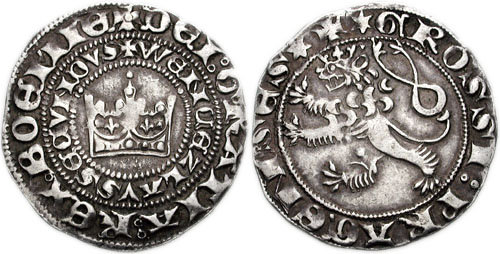
Beschnittener Prager Groschen. Er wurde bei Einführung der Breiten Groschen in der Mark Meißen als Pagament verwendet.

Beschneidung im eigentlichen Sinn ist eine Gewichtsminderung dünner meist mittelalterlicher Münzen aus Edelmetall zu betrügerischen Zwecken, die durch Abschneiden am Münzrand mit einer Schere erfolgte.
Im weiteren Sinn zählt auch das Befeilen des Münzrandes und das Ausbohren von Münzen zur illegalen Edelmetallgewinnung.
Durch die genannten drei Methoden wurden Münzen bis in die Neuzeit verfälscht.
Schutz gegen die Wertminderung war die Rand- oder Gurtschrift auf dem Rand einer Münze oder Medaille. Durch die Erfindung der Rändelung mit dem Rändelwerk oder die Prägung im Ring mit umlaufend angebrachter vertiefter oder erhabener Inschrift, wurde die Wertminderung sicher und schnell erkennbar.

## Erläuterung

### Beschneidung
Wie in der Brakteatenzeit in Handel und Wandel mit „Blechmünzen“, den Brakteaten, umgegangen werden soll, wurde im Freiberger Stadtrecht festgelegt. Sinngemäß trifft das auch auf andere Territorien zu.

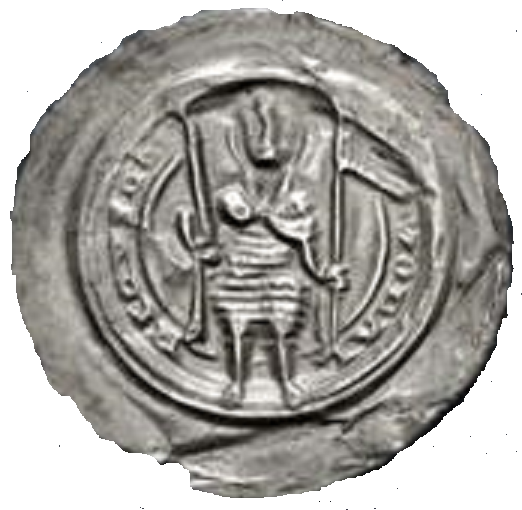
Beschnittener Brakteat Ulrichs von Wettin

Die Münzbeamten brauchten das Einzelgewicht der Pfennige (Brakteaten) nicht zu prüfen. Sie mussten nur nachwiegen, ob mehr oder weniger als 244 bis 246 Münzen auf die Gewichtsmark gehen. Die Gewichtsmark war zum Beispiel in der Mark Meißen die Prager Mark Silber zu 253 g. Diese Prüfung des Gesamtgewichts einer bestimmten Anzahl von Münzen anstelle der Gewichtskontrolle des Einzelstücks in der mittelalterlichen Münztechnik wurde als Al marco (ital. nach der Mark) bezeichnet. Die Gewichtsunterschiede der Einzelstücke bei der Wägung „al marco“ waren jedoch groß und entsprachen nur im Durchschnitt dem gesetzlichen Münzfuß. Bei dem ungleichmäßigen Gewicht der einzelnen Pfennige war es naheliegend, übergewichtige einfach mit der Schere durch Abschneiden am Rand auf das Durchschnittsgewicht zu bringen. Ein mittelalterlicher Ausdruck für das Aussuchen von Münzen, die wegen ihres größeren Gewichts aus der Masse der Stücke herausgewogen wurden, ist Saigern. Die Waage dafür nannte man Saigerwaage (Feinwaage). Nur die zugelassenen Wechsler und die Münzmeister durften diese Waagen verwenden. Allen anderen war der Besitz einer Saigerwaage verboten.

„Den Besitz einer Schere konnte man nicht verbieten; der Besitz einer Saigerwaage zum Absondern der schwereren Pfennige dagegen galt als Kapitalverbrechen. Bei wem man eine Saigerwaage findet und beschnittene Pfennige: wird er überführt mit dem Richter und einen geschworenen Zeugen, man slet im abe die hant zur rechte, wenn nicht der Münzmeister Gnade walten lässt. Wen man beim Beschneiden der Pfennige mit der Schere an hanthafter tat begrifet, iz get im an die hant.“

Das Beschneiden von Münzen und auch das Saigern, mit dem die schweren von den leichteren Pfenningen getrennt werden konnte, galt als Kapitalverbrechen. Das Strafmaß dafür war nach dem hier zitierten Freiberger Recht das Abschlagen der rechten Hand. Noch grausamer bestraft als die Übeltäter, die der Beschneidung überführt waren, wurden die Münzfälscher. Für den als Fälscher Verurteilten war der Tod im Feuer oder im siedenden Kessel bis weit in die Neuzeit die rechtmäßige Strafe. (Siehe dazu auch Hustaler#Medailleure).

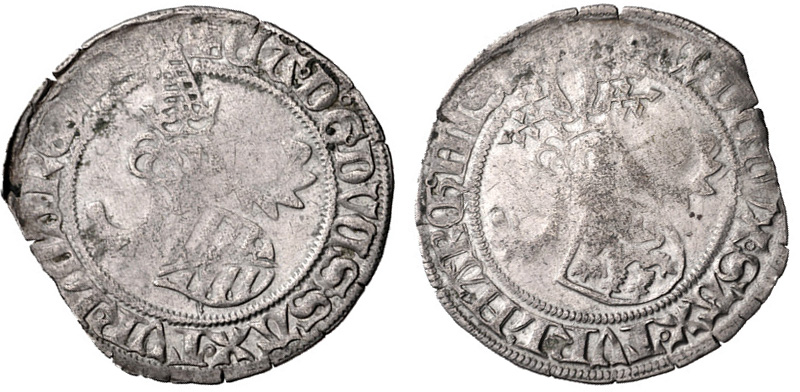
Beschnittener Horngroschen von 1466 mit Mmz. Kreuz, aus der Münzstätte Freiberg

Auch in der spätmittelalterlichen Groschenzeit war das Beschneiden des Münzrandes keineswegs selten und konnte trotz hoher Strafen nicht verhindert werden. Im Münzfund von Bitterfeld fand man 401⁄2 Prager Groschen, die alle bis auf einen beschnitten waren. In Cösitz fand man Groschen, bei denen von 169 Stück 117 beschnitten waren.
Das Beschneiden und Befeilen des Münzrandes war auch in der Neuzeit keine Seltenheit. Als Schutz gegen die Wertminderung dienten die Erfindungen von Randschriften und Rändelungen. Die ersten Randschriften und Verzierungen am äußeren stirnseitigen Münzrand sind nicht vertieft eingeprägt worden, sondern wurden erhaben aufgebracht. Sie waren bereits vor dem Prägen auf den Münzrohlingen vorhanden.

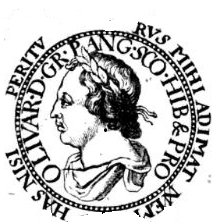
Der Cromwelltaler ist laut Kundmann die erste Münze mit einer Randschrift

Nach Johann Christian Kundmann ist der Cromwelltaler von 1658 des Lordprotektors Oliver Cromwell die erste Münze mit einer Randschrift:

„die […] Randschrifft aber hat auf diesem Thaler auch was besonderes, und schreibt man insgemein, dem Cromwel diese Erfindung zu, welche sowol zur Zierde als Conservirung  der Müntze gereichet […].“

Unter der Konservierung (lateinisch conservare ‚erhalten‘, ‚bewahren‘) ist hier der Schutz vor Beschneidung zu verstehen.
Die Umschrift auf dem Rand des Cromwelltalers lautet HAS NISI PERITVRVS MIHI ADIMAT NEM(O); übersetzt: Verderben dem, der mich beschneidet. Die Warnung vor der Beschneidung der Münze ging somit im Zahlungsverkehr von Hand zu Hand.

### Befeilen, Ausbohren
Das Befeilen des Münzrandes zu betrügerischen Zwecken wurde ebenfalls als Beschneidung bezeichnet. Am Beispiel des vorher genannten Cromwelltalers mit der ersten Randschrift zum Schutz gegen Beschneidung ist unter "Beschneiden" das Befeilen des Münzrandes zu verstehen; bei der relativ großen Dicke eines Talers bzw. eines Crowns kommt das Abschneiden des Münzrandes mit der Schere in der Regel kaum in Betracht.
Auch die durch Ausbohren verfälschten Münzen werden in den Münzlexika unter „Beschneidung“ genannt. Solche Münzen waren oft nicht erkennbar, da die mit unedlem Metall gefüllten Bohrungen wieder mit dem richtigen Münzmetall abgedeckt bzw. verschlossen wurden.

## Trivia
Der Ausdruck Geldschneiderei ist wahrscheinlich auf die größtenteils mittelalterliche Beschneidung von Münzen aus Edelmetall zurückzuführen. Das große Übel war trotz grausamer Bestrafung nicht auszurotten, was die Ursache dafür sein kann, dass sich der Ausdruck im übertragenen Sinn in Form von Geldschneiderei für Wucher bis heute erhalten hat.